# Roca Colom
La Roca Colom és un cim a 2.507 m situat en el triterme entre les comunes de Mentet (Conflent) i Prats de Molló i la Presta (Vallespir) i el municipi de Setcases (Ripollès).
És a prop de l'extrem sud-est del terme de Mentet, al nord-est del de Setcases i al nord-oest del de Prats i Molló i la Presta. És al sud-oest de la Mort de l'Escolà, al sud-est de la Portella de Callau i del Puig de la Llosa, al sud del Pla de Campmagre.
Pertany al circ del Concròs, pel costat sud-oest. Hi conflueixen la carena principal dels Pirineus amb la carena que baixa del Canigó, de manera que al cim hi conflueixen les valls les valls del Tec (que neix al seu vessant oriental), el Tet, pel costat del terme de Mentet, i el Ter, per la banda del circ de Concròs.
Aquest cim està inclòs al llistat dels 100 cims de la FEEC
El cim és pla i ampli, amb un conjunt de pedres que permeten assegurar el punt culminant. Ofereix una vista de l'entorn, amb les muntanyes del circ d'Ulldeter, el Pic de la Dona, la Portella de Mentet, el Puig de Coma Ermada i, als peus, el circ del Concròs. L'ascensió es pot fer per camí ben fressat, bé des de l'estació d'esquí de Vallter per la Portella de Mentet, o bé des de la collada Fonda pel coll de Pal.
Per Roca Colom passen moltes de les rutes de senderisme de la zona meridional del massís del Canigó, així com una variant del GR 11.
Te la curiositat que és el primer cim de la carena fronterera (i dels Pirineus de la Catalunya Sud) que supera els 2.500 msnm venint de la Mediterrània.

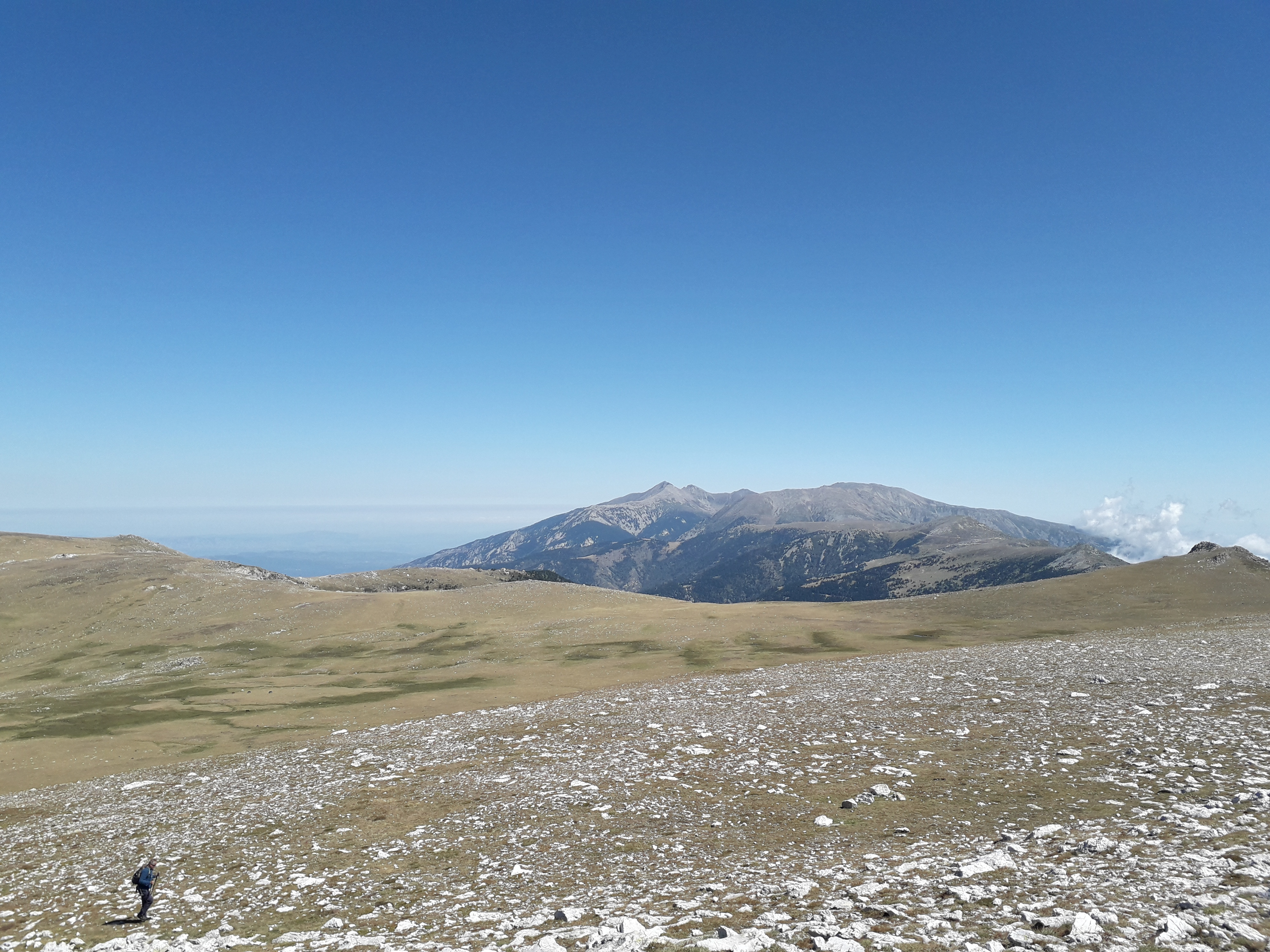
Vista del massís del Canigó des del Roca Colom.
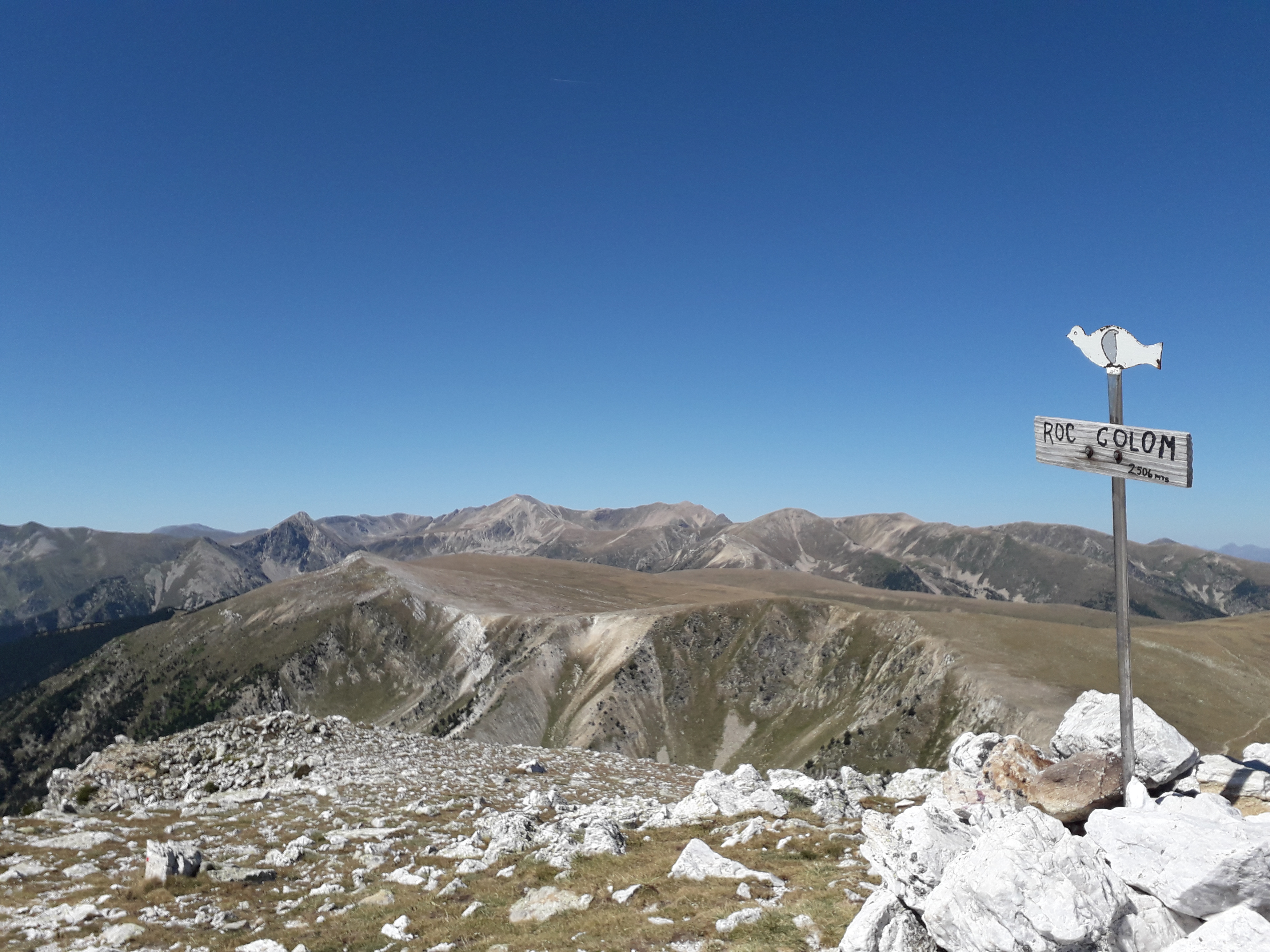
Vistes del Roques Blanques i pic de la Llosa des de la Roca Colom. En segon terme s'observen els cims del sector d'Ulldeter (Bastiments, Gra de Fajol, Bacivers, pic de la Dona…)
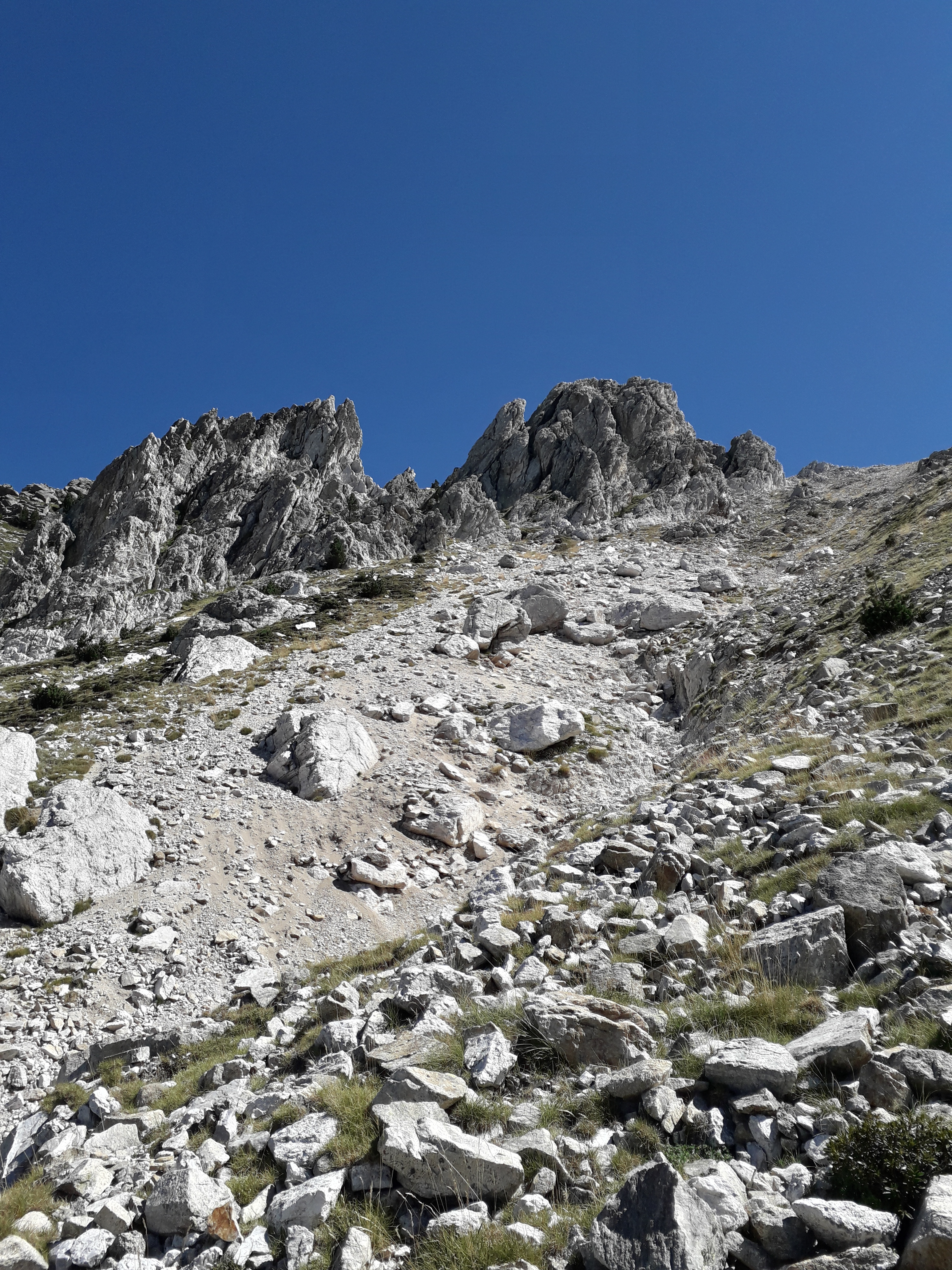
Vessant sud de la Roca Colom, des de les canals dels Estanys.